# جاكوب هوبكنز
جاكوب هوبكنز (بالإنجليزية: Jacob Hopkins)‏ مواليد 4 2002 في سان فرانسيسكو، هو ممثل أمريكي بدأ مسيرته الفنية سنة 2007.

## الأعمال
- كيف قابلت أمكما (2010) (بدور: بيلي)
- دم حقيقي (2012) (بدور: ألكسندر درو)
- عالم غامبول المدهش (2014)
- الوحوش أكلت كعكة عيد ميلادي (2014)
- فيلم سبونج بوب سكوير بانتس: الإسفنج خارج المياه (2015)
- قلبا وقالبا (2015)
- مبتكري الألعاب (2015)
- منزل لاود (2016)

## روابط خارجية
- جاكوب هوبكنز على موقع IMDb (الإنجليزية)
- جاكوب هوبكنز على موقع ألو سيني (الفرنسية)
- جاكوب هوبكنز على موقع أول موفي (الإنجليزية)
- جاكوب هوبكنز على موقع قاعدة بيانات الأفلام السويدية (السويدية)
- جاكوب هوبكنز على موقع قاعدة بيانات الفيلم (الإنجليزية)
- جاكوب هوبكنز على موقع كينوبويسك (الروسية)